# Ballyhoura Mountains
Die Ballyhoura Mountains (irisch An Sliabh Riabhach, engl. Bez. von Bealach Eabhra, der irischen Bez. für das Townland Ballyhoura) bilden einen Gebirgszug im Nordosten des County Cork und im Südosten des County Limerick. Er verläuft in west-östlicher Richtung entlang der Grenze der beiden Countys in der irischen Provinz Munster.

## Beschreibung
Der höchste Berg der Ballyhoura Mountains ist der 528 m hohe Seefin (Suí Finn). Er ist nicht zu verwechseln mit dem Seefin im County Wicklow. In der Nähe des Seefin befindet sich im Nordwesten der 516 m hohe Black Rock. Östlich des Seefin liegt der Knockea (Cnoc Aodha, ca. 400 m) und östlich von diesem der Knockeennamroanta (402 m). Zwischen den beiden verbindet der Pass Barnaderg (Bearna Dhearg, heute auch Redchair genannt) die Ebene von Limerick mit der Ebene von Cork. Zur Zeit des irischen Hochkönigs Brian Boru im 10. und 11. Jahrhundert fanden an diesem Pass zahlreiche Kämpfe statt. An der Nordseite des Tals liegt der Gipfel des Barnageeha (ca. 365 m). Rund 5 km westlich des Seefin befindet sich der Carron Mountain (ca. 445 m) an der Grenze zwischen Cork und Limerick.
Viele Berghänge im County Cork wurden mit Nadelbäumen aufgeforstet, aber im County Limerick gibt es noch immer viele extensive Weideflächen, Heide- und Moorlandschaften.

## Sport
Die Ballyhoura Mountains sind für ihre Mountainbike-Trails bekannt. Zahlreiche Rundkurse und Abfahrten in verschiedenen Schwierigkeitsgraden bilden das größte Radwegenetz Irlands. Es bietet mehr als 90 km beschilderter Routen, die nur in einer Richtung befahren werden. Es gibt auch Holzstege über das Moor, die eine Gesamtlänge von 1 km erreichen. Beim Ausgangspunkt für die Routen, in der Nähe von Ardpatrick, wurden im Jahr 2008 ein Parkplatz, Duschgelegenheiten und Radwaschanlagen errichtet.